# Gérard Bordes
Pour les articles homonymes, voir Bordes et Famille Bordes.
Gérard Bordes, né le 27 juin 1936 à Blois et mort le 3 septembre 1981 à Saint-Cloud, est un théoricien politique et journaliste français. Dans les années 1960, il crée et dirige le journal du mouvement transnational Jeune Europe. Il est jusqu'en 1981 directeur aux éditions Atlas.

## Biographie
Gérard Bordes naît le 27 juin 1936 à Blois. Son père, Alexandre-Fernand Bordes est administrateur de sociétés, et son grand-père Alexandre Bordes est un armateur connu.
Proche de l'OAS durant la guerre d'Algérie, il rejoint le mouvement d'extrême-droite Jeunes de l'Esprit public, caractérisé par son anti-gaullisme et un certain nationalisme pan-européen. Il popularise dans le milieu étudiant les idées de l'écrivain Jean Mabire.
En novembre 1963, il est nommé par Jean Thiriart directeur du journal Europe combattante, organe du parti Jeune Europe,. Il signe en octobre 1965 un « appel aux Européens » à lutter contre l'impérialisme américain. Il représente alors le parti en France. En février 1966, il est poursuivi en justice pour avoir continué la diffusion du journal, interdite en France.
D'août à septembre 1968, il accompagne Jean Thiriart au Moyen-Orient : il y tente de créer un mouvement anti-sioniste réunissant Tiers-monde et Europe. Les négociations personnelles de Gérard Bordes avec le gouvernement algérien à l'automne 1967 ont échoué : seuls l'Irak, l'Égypte et la Jordanie accueillent les représentants de Jeune Europe. Cependant, aucune application concrète n'ayant été décidée, la portée du mouvement diminue peu à peu jusqu'à sa dissolution en 1969.
Parallèlement à son activité politique, il occupe le poste de directeur aux éditions Atlas. Il mène ainsi la publication de la grande encyclopédie pratique des sciences et techniques,.
Gérard Bordes meurt à Saint-Cloud le 3 septembre 1981.